# Stożek tętniczy
Stożek tętniczy – element układu krwionośnego u niższych kręgowców.
U człowieka stożkiem tętniczym nazywamy drogę odpływu krwi odtlenowanej z prawej komory do pnia płucnego. Od pozostałej części komory odgradza go grzebień nadkomorowy. Tę nazwę nosi również droga odpływu krwi z lewej komory do aorty.

## Ryby
U ryb spodoustnych intensywnie kurczący się stożek tętniczy znajduje się między komorą serca a tętnicą skrzelową.

## Płazy
U płazów stożek tętniczy stanowi początkowy odcinek tętnicy przechodzącej w pień płucny. W stożku tętniczym płazów występuje zastawka spiralna odpowiednio kierująca strumień krwi.